# Мойя, Матиас
Мати́ас Мо́йя (исп. Matías Moya; 26 марта 1998 года, Сентенарио, провинция Неукен) — аргентинский футболист, играющий на позиции нападающего. Ныне выступает за чилийский клуб «Коло-Коло».

## Биография
Мойя является воспитанником «Ривер Плейта». 5 мая 2016 года Лопес дебютировал в аргентинском первенстве в матче против «Индепендьенте», выйдя в стартовом составе и будучи заменённым на 65-й минуте Томасом Андраде.

## Достижения
- Вице-чемпион Аргентины (1): 2016/17